# First Saturday
First Saturday (em húngaro:  Első Szombat) é um evento mensal de xadrez realizado em Budapeste, Hungria desde 1992. O objetivo principal do evento é dar oportunidades de normas de títulos da FIDE a enxadristas aspirantes.

## Formato
O evento começa no primeiro sábado de todo mês, com exceção de janeiro.
Geralmente, quatro torneios round-robin separados são realizados simultaneamente, normalmente com dez jogadores em cada grupo. Eles consistem em um torneio de Grandes Mestres, um torneio de Mestres Internacionais e dois torneios de Mestres FIDE.
O torneio de Grandes Mestres oferece oportunidades para os jogadores ganharem normas de Grande Mestre e Mestre Internacional. Para oferecer normas, o torneio deve cumprir certas condições, conforme estabelecido nos regulamentos da FIDE. Alguns dos requisitos são:
- Pelo menos nove rodadas são necessárias.
- Pelo menos cinco dos jogadores devem ter um título da FIDE (excluindo os Candidatos a Mestre), e pelo menos três  devem ser Grande Mestres..
- O rating FIDE médio dos participantes deve ser de pelo menos 2380.
- Pelo menos três federações nacionais de xadrez devem ser representadas.
- Um controle de tempo de no mínimo 2 horas por jogador.[2]

Na prática, o torneio de Grandes Mestres normalmente consiste de três Grandes Mestres, cerca de quatro Mestres Internacionais e cerca de três jogadores com um título inferior da FIDE, ou nenhum título. Dependendo do rating médio do torneio, cerca de 6½ - 7½ pontos são normalmente exigidos para uma norma de Grande Mestre, e cerca de 5-6 pontos são necessários para uma norma de Mestre Internacional. Quando não é possível encontrar dez jogadores para cumprir os requisitos da norma de títulos da FIDE, um round robin duplo de seis jogadores é organizado em seu lugar. Não  há prêmio em dinheiro; os Grandes Mestres são pagos para competir, subsidiados pelas taxas de inscrição dos jogadores que buscam normas.
O torneio de Mestres Internacionais é organizado de modo semelhante, com pelo menos três Mestres Internacionais que são pagos para competir, de modo a dar a outros jogadores a chance de obter as normas de Mestre Internacional. Os torneios de Mestre FIDE simplesmente dão aos jogadores a oportunidade de melhorar seu rating, e de possivelmente ganhar o título de Mestre FIDE caso consigam aumentar o rating para 2300 ou mais.

Recentemente, Montenegro e a Sérvia têm realizado torneios chamados Terceiro Sábado, que também são organizados para dar aos competidores a chance de ganhar uma norma de GM. 